# Sierra Cota-Yarde
Sierra Deolinda Cota-Yarde (* 4. Juli 2003 in Toronto, Kanada) ist eine kanadisch-portugiesische Fußballspielerin. Die Torhüterin steht derzeit beim AFC Toronto in ihrer Heimatstadt unter Vertrag und spielte 2024 erstmals für die A-Nationalmannschaft Portugals.

## Karriere

### College- und Vereinsfußball
Sierra Cota-Yarde spielte in den Jugendmannschaften von SC Toronto, Benfica Toronto und der North Toronto Nitros. Von 2021 bis 2024 spielte sie für College- und Universitätsteams in den Vereinigten Staaten mit Stationen bei den A&M Lady Panthers in Prairie View, Texas, bei den Razorbacks der University of Arkansas sowie zuletzt bei den Mustangs der Southern Methodist University.
Ab 2022 begann auch Cota-Yardes Karriere im Seniorinnenbereich von kanadischen Teams. Seit 2025 steht sie im Tor des AFC Toronto, der in der Northern Super League (NSL, Super Ligue du Nord-SLN) spielt.

### Nationalmannschaft
Da Cota-Yardes Mutter auf der Insel Terceira geboren wurde, hat sie auch die portugiesische Staatsbürgerschaft, die ihr erlaubte dort mit den Nationalmannschaften zu trainieren. Nach drei Spielen in der Vorbereitung und Qualifikation zur U-19-Europameisterschaft 2022 kam sie in vier Spielen für die Seleção Sub 23 (U-23) zum Einsatz. Ihr erstes Spiel für die Seleção A absolvierte Cota-Yarde am 27. Februar 2024. Das Vorbereitungsspiel für die Europameisterschaft 2025 gegen die südkoreanische Nationalmannschaft gewann Portugal mit 5:1. Bei der Europameisterschaft in der Schweiz war Cota-Yarde neben Inês Pereira und Patrícia Morais für das Tor nominiert, kam jedoch nicht zum Einsatz. Portugal schied in der Vorrunde als Gruppenletzter aus.

## Ausbildung
Cota-Yarde schloss ihr Studium mit einem Bachelor in Psychologie und einem Master in Liberal Studies ab. Sie setzt sich für die Jugendförderung durch Sport ein.